# (3938) Chapront
(3938) Chapront (1949 PL) – planetoida z grupy pasa głównego asteroid okrążająca Słońce w ciągu 3,93 lat w średniej odległości 2,49 j.a. Odkryta 2 sierpnia 1949 roku.